# BMW CE 04
A BMW CE 04 egy akkumulátoros elektromos robogótípus, amelyet a BMW Motorrad gyárt.

## Története

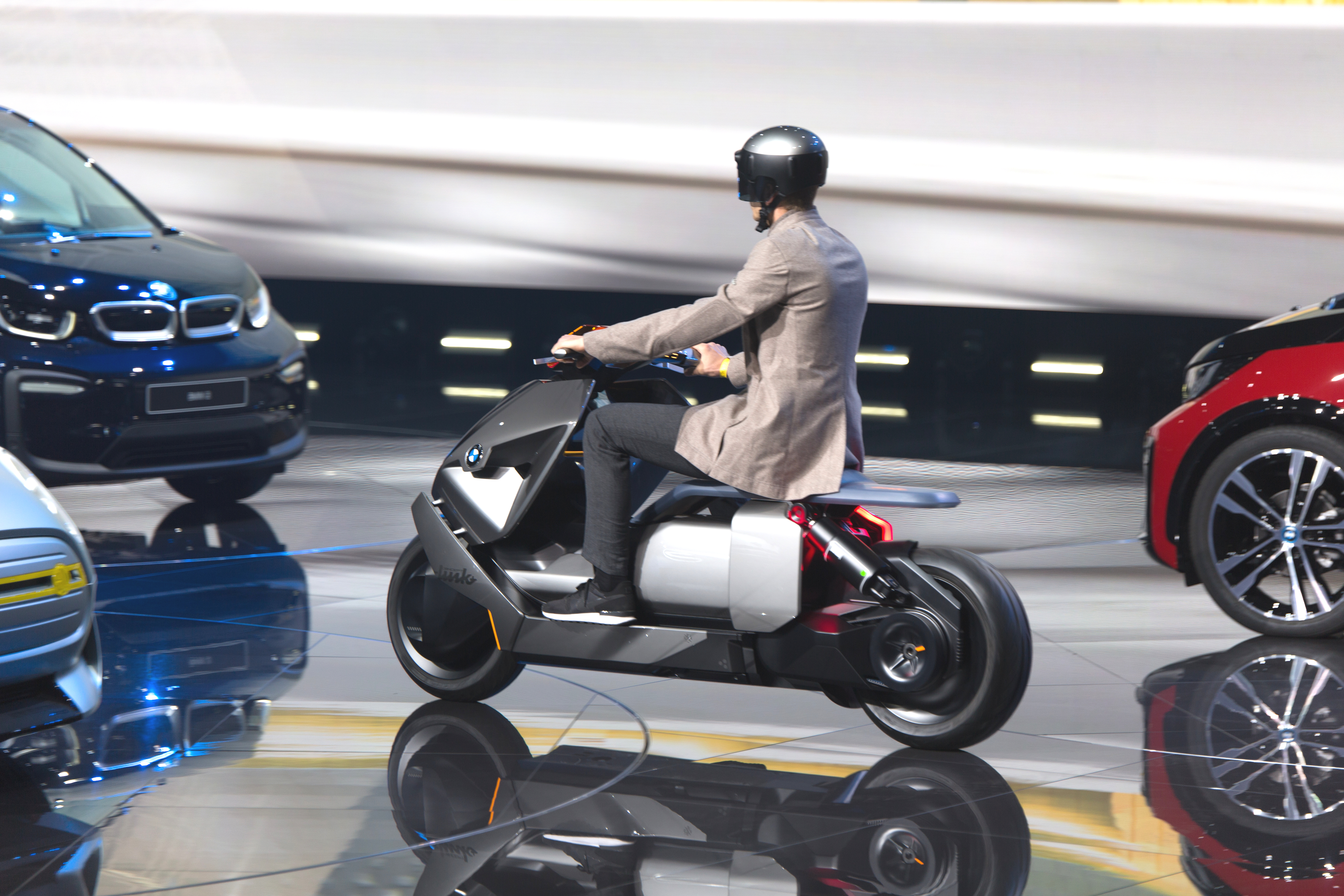
BMW Concept Link Frankfurt 2017-ben

A Concept Link tanulmánymotor már 2017-ben bemutatta a C evolution elektromos robogó utódját, amikor bemutatták az olaszországi Comói-tónál található Concorso d'Eleganza Villa d'Este -ben. A Concept Link érintőképernyős műszerfalat és csomagtartót tartalmazott a vezetőülés alatt, kihasználva az elektromos vontatómotor által rendelkezésre álló helyet; a „Link” név az internetkapcsolati funkciókra utalt, beleértve az útvonalak tervezésének és a zene kiválasztásának lehetőségét a lovas találkozónaptára alapján.  Kiegészítőként a robogóval vezeték nélkül csatlakoztatott kabát lehetővé tette a motoros számára, hogy meghatározott mozdulatokkal kezelje a vezérlőket. 
A Definition CE 04 nevű frissített koncepciójárművet 2020 novemberében mutatták be a BMW „Next/Gen 2020” virtuális bemutatóján; akkoriban a BMW arra utalt, hogy egy szorosan kapcsolódó gyártási modell következik. A Definition koncepció egy nagy képernyőt tartalmazott a műszerfalon, amely a felhasználó okostelefonjához csatlakozik; a hozzá illő lovaglódzseki a láthatóság érdekében megvilágított, és tartalmazott egy zsebet, amivel vezeték nélkül lehetett tölteni a telefont.  2021 márciusára a kiszivárgott szabadalmi képek azt mutatták, hogy a BMW befejezte a CE sorozatgyártású változatának tervezését 04 nagyon kevés változtatással a korábbi Concept Link és Definition koncepciókhoz képest.
2021 júliusában a BMW hivatalosan is bemutatta a CE végleges szériaváltozatát 04,  amely a tervek szerint 2022 februárjában kerül forgalomba.   A névben szereplő „04” a piaci szegmensre utal (400 köbcentiméteres benzinmotoros robogók), amelyekre azt szánják. A novemberi Milipol 2021 kiállításon a BMW bemutatott egy CE-t A 04 rendőrségi csomaggal van felszerelve, amely tipikus sürgősségi járművek felszerelését tartalmazza, beleértve a LED-es villogót, szirénát, további biztonságos tárolót és extra rádiót.

## Tervezés

### Formatervetés
A CE A 04 a Concept Link stílusát gyártási formában valósítja meg a közúti legális módosításokkal, beleértve a tükröket és a rendszámtábla-tartókat; A The Verge megjegyezte, hogy a Concept Link 2017-ben úgy nézett ki, mint „[ a Blade Runnerhez hasonló” sci-fi filmekben  és az ezt követő Definition CE-nek nevezte el. 2020. november 04-es koncepciója "egyenesen egy William Gibson-regényből. A hosszúkás, alacsony karosszéria és az átlósan emelkedő eleje tiszta szakítást biztosít az általunk ismert robogók megjelenéséből." Szándékos hézagokat hagytak a hátsó panelen, hogy utaljanak a robogó mechanikájára.

### Erőátvitel és akkumulátor
A CE 04 hajtáslánca BMW-autókból származik. A vontatómotor az X3 xDrive 30e és 225xe plug-in hibrid modellekben használt villanymotor rövidített változata, amely 42 hp (31 kW) es csúcsot eredményez. (20 hp (15 kW) folyamatos)  és 46 lb⋅ft (62 N⋅m) nyomaték. A robogó álló helyzetből 50 km/órás sebességre 2,6 másodperc alatt képes felgyorsulni másodperc alatt. A maximális sebesség 121 km/óra.
Lecsökkentő változat is elérhető, vezetői engedélyek miatt, és a specifikációjuk 31-re csökkent hp (23 kW) (15 hp (11 kW) folyamatos). 
Az elektromos vontatómotor az alvázra van felszerelve, nem a lengőkarra, csökkentve a rugózatlan súlyt . Fogazott szíjhajtást használnak az erő átvitelére a motorról a hátsó kerékre. Három vezetési mód áll rendelkezésre (eco, eső és közúti), amelyek szabályozzák a gázreakció mértékét és a regeneratív fékezést; az opcionális (dinamikus) vezetési mód biztosítja a legagresszívabb gázreakciót és a legerősebb regenerációt.
A robogó 147.6-tal van felszerelve V, 60,6 Ah / 8,9 kWh (8,5 használható) lítium-ion akkumulátor, amelyet eredetileg az iX-hez és az i4-hez terveztek. Az akkumulátor egy hűtőlemezhez van rögzítve bordákkal, lehetővé téve a hő elvezetését a levegőn keresztül. A becsült tartomány 130 km és 100 km a csökkentő változathoz, a WLTP ciklus használatával. Akár 6,9 kW-os AC töltésére is képes; nincs felszerelve egyenáramú gyorstöltéssel. A töltési idő (0% és 100% közötti akkumulátor állapot esetén) a becslések szerint 4 óra 20 perc (2,3 kW/1. szintű váltóáramú tápellátás) 1 óra 40 percre (6,9 kW/2. szint). 2. szintű töltés esetén az akkumulátor 20%-ról 80%-ra való feltöltése 45 percet vesz igénybe.
A CE A 04 a spanyol JJuan márka mechanikus fékeivel van felszerelve; az első villának van iker 265 mm (10,4 in) tárcsák 4 dugattyús fix féknyergekkel, míg a hátsó kerék egyetlen 265 mm (10,4 in) ös tárcsa és egydugattyús lebegő féknyereg. A Bosch kétcsatornás blokkolásgátló fékrendszere van felszerelve; Az ABS Pro rendszer opcionálisan tartalmaz egy dőlésérzékelőt, amely szabályozza a fékezést kanyarodás közben.

### Jellemzők
A műszerfalon 10,25 in (260 mm) van Színes TFT-kijelző beépített navigációval, valamint Bluetooth és Wi-Fi kapcsolaton keresztül csatlakoztatható a versenyző okostelefonjához. Ezenkívül egy szellőző okostelefon-tárolórekesszel is rendelkezik, USB-C töltőporttal. A LED lámpák alapfelszereltség. Kipörgésgátló opcióként rendelhető. Az adaptív fényszóró opcionális, amely a dőlésszögtől függően további fényt biztosít.
Tolatást segítő eszköz biztosított, amelyet a bal oldalon lévő kormányra szerelt kapcsoló vezérel. Aktiválásakor a jármű gyalogos tempóval tolat.

## Fordítás
Ez a szócikk részben vagy egészben  a   BMW CE 04 című angol Wikipédia-szócikk ezen változatának fordításán alapul.  Az eredeti cikk szerkesztőit annak laptörténete sorolja fel. Ez a jelzés csupán a megfogalmazás eredetét és a szerzői jogokat jelzi, nem szolgál a cikkben szereplő információk forrásmegjelöléseként.